# Dominik Kiełkiewicz
Dominik Kiełkiewicz (ur. 17 marca 1781 w Potominie województwo grodzieńskie, syn Wojciecha i Salomei Irzelskiej, zm. 26 czerwca 1858) – kapitan Wojsk Polskich.
14 kwietnia 1807 wstąpił jako szwoleżer do 1 kompanii 1 pułku szwoleżerów gwardii. 1 sierpnia 1807 brygadier 6 kompanii; 1 sierpnia 1808 awansował na wachmistrza w 8 kompanii; 11 września 1809 starszy wachmistrz 1 kompanii; 17 lutego 1811 został podporucznikiem; 1 czerwca 1812 awansował na porucznika a 15 marca 1814 na kapitana.
Walczył w kampaniach 1808 – 1814. Brał udział w bitwach pod Medina de Rio Seco, Wagram, Możajskiem, Berezyną, Lützen, Budziszynem, Dreznem, Lipskiem, Hanau, Brienne-le-Château, Montmirail, Laon, Château-Thierry, Arcis-sur-Aube.
14 kwietnia 1813 otrzymał krzyż kawalerski Legii Honorowej, a 16 marca 1814 krzyż oficerski Legii Honorowej (za Bery-au-Bac).
W 1814 odznaczony też Orderem Zjednoczenia.